# Johann Friedrich Miescher

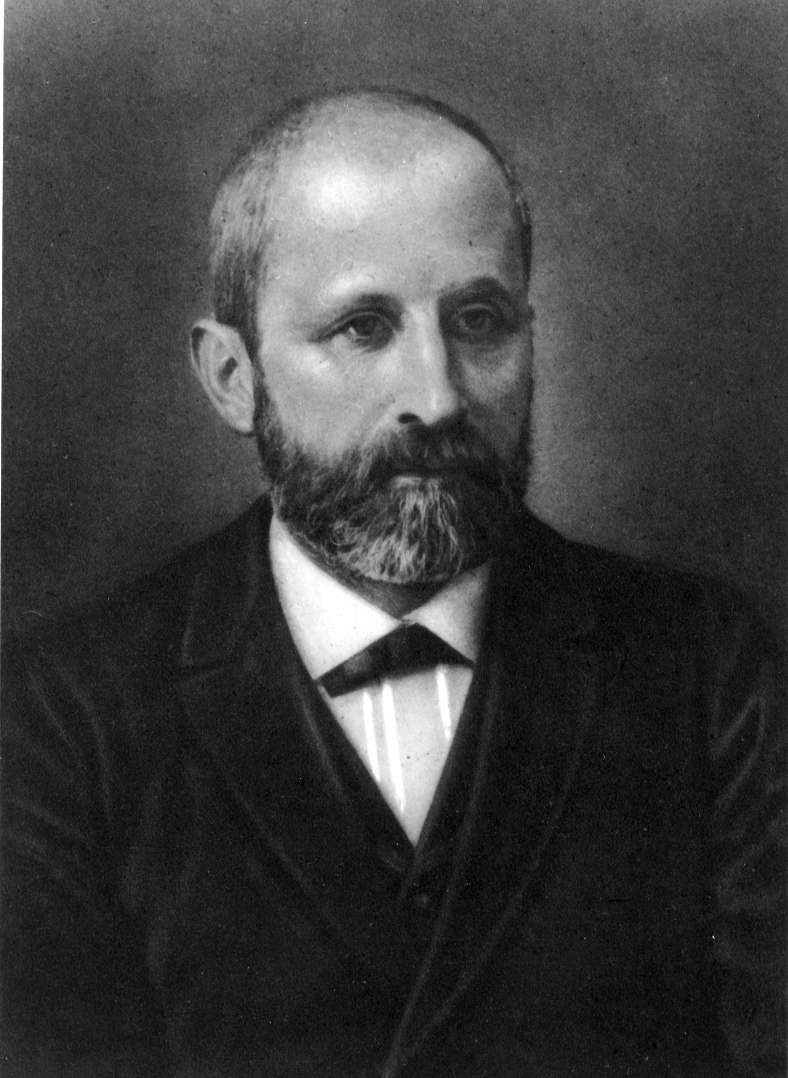
Johann Friedrich Miescher

Johann Friedrich Miescher (ur. 13 sierpnia 1844 w Bazylei, zm. 26 sierpnia 1895 w Davos) – szwajcarski badacz metabolizmu komórki oraz odkrywca kwasów nukleinowych.
W 1869, pracując na Uniwersytecie w Tybindze wyizolował z bandaży nasiąkniętych ropą pacjentów kwasy nukleinowe, które nazwał nukleiną. Później odkrył, że znajdują się głównie w chromosomach. W 1893 napisał: "...dziedziczenie zapewnia ciągłość formy z pokolenia na pokolenie; podstawy tej ciągłości tkwią nawet głębiej niż w cząsteczce chemicznej. Tkwią w budowie grup atomów. W tym sensie jestem zwolennikiem teorii dziedziczenia chemicznego..."
Zmarł na gruźlicę.